# 海上交通安全法別表に掲げる航路
本項では、海上交通安全法別表に掲げる航路について記述する。海上交通安全法は船舶交通が輻輳（ふくそう）する海域での安全を図るために、船舶交通量と可航水域を考慮して一定の海域を別表に定めている。

## 概要

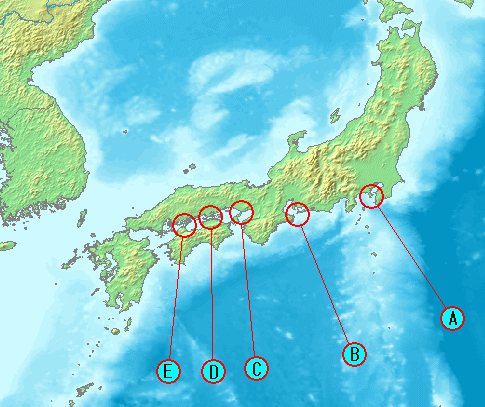
海上交通安全法の指定する航路の概略地図
A:浦賀水道航路、中ノ瀬航路
B:伊良湖水道航路
C:明石海峡航路
D:備讃瀬戸各航路
E:来島海峡航路

日本の海上交通法規としては、1972年の海上における衝突の予防のための国際規則を国内法化した海上衝突予防法があるが、その特別法として港則法や海上交通安全法がある。このうち海上交通安全法では東京湾、伊勢湾及び瀬戸内海における特別の交通方法等を定めている。

### 適用範囲
海上交通安全法第2条第1項は「この法律において「航路」とは、別表に掲げる海域における船舶の通路として政令で定める海域をいい、その名称は同表に掲げるとおりとする」と定める。
| 航路の名称     | 所在海域                                                                                           |
| -------------- | -------------------------------------------------------------------------------------------------- |
| 浦賀水道航路   | 東京湾中ノ瀬の南方から久里浜湾沖に至る海域                                                         |
| 中ノ瀬航路     | 東京湾中ノ瀬の東側の海域                                                                           |
| 伊良湖水道航路 | 伊良湖水道                                                                                         |
| 明石海峡航路   | 明石海峡                                                                                           |
| 備讃瀬戸東航路 | 瀬戸内海のうち小豆島地蔵埼沖から豊島と男木島との間を経て小与島と小瀬居島との間に至る海域           |
| 宇高東航路     | 瀬戸内海のうち荒神島の南方から中瀬の西方に至る海域                                                 |
| 宇高西航路     | 瀬戸内海のうち大槌島の東方から神在鼻沖に至る海域                                                   |
| 備讃瀬戸北航路 | 瀬戸内海のうち小与島と小瀬居島との間から佐柳島と二面島との間に至る海域で牛島及び高見島の北側の海域 |
| 備讃瀬戸南航路 | 瀬戸内海のうち小与島と小瀬居島との間から二面島と粟島との間に至る海域で牛島及び高見島の南側の海域   |
| 水島航路       | 瀬戸内海のうち水島港から葛島の西方、濃地諸島の東方及び与島と本島との間を経て沙弥島の北方に至る海域 |
| 来島海峡航路   | 瀬戸内海のうち大島と今治港との間から来島海峡を経て大下島の南方に至る海域                           |

具体的な範囲については、政令（海上交通安全法施行令（昭和四十八年一月二十六日政令第五号）別表第二）で所在海域ごとに定められている。

### 適用関係
海上衝突予防法第41条は「船舶の衝突予防に関し遵守すべき航法、灯火又は形象物の表示、信号その他運航に関する事項であつて、港則法（昭和二十三年法律第百七十四号）又は海上交通安全法（昭和四十七年法律第百十五号）の定めるものについては、これらの法律の定めるところによる。」と定める。

## 航路における一般的航法
海上交通安全法第2章第1節は航路における一般的航法を定める。
海上交通安全法及び海上交通安全法施行規則は、船舶の通航状況、通航量、航路幅等を考慮して、原則として長さ50メートル以上の船舶に航路航行義務を課している（海上交通安全法第4条、海上交通安全法施行規則第3条）。
全航路に共通する規定として「避航等」（第3条）、「速力の制限」（第5条）、「追越しの場合の信号」（第6条）、「行先の表示」（第7条）、「航路の横断の方法」（第8条）、「航路への出入又は航路の横断の制限」（第9条）、「びよう泊の禁止」（第10条）の各規定が定められている。
航路内では原則として航路航行船を保持義務船、航路から出入りし横断しようとする船舶を避航義務船としている（海上交通安全法第3条第1項）。 また、一定の速力の船舶交通流を形成するため、原則として航路内での速力を対水速力12ノット以下に制限している（海上交通安全法第5条、海上交通安全法施行規則第4条）。
これほかに航路周辺には特定船舶（関門海峡以外では長さ50メートル以上の船舶、関門海峡では総トン数300トン以上の船舶）について国際VHF無線電話等による情報の聴取義務海域が設定されている。

## 航路ごとの航法
海上交通安全法第2章第2節は航路ごとの航法を定める。

### 東京湾
浦賀水道航路と中ノ瀬航路を合わせて、東京湾口航路と呼ぶことがある。

#### 浦賀水道航路
海上交通安全法別表で「東京湾中ノ瀬の南方から久里浜湾沖に至る海域」と定められている。航路の幅約1,400m、長さ約14.8km（8.1海里）。「航路の中央から右の部分を航行しなければならない。」と規定されている（第11条1項）。

#### 中ノ瀬航路
海上交通安全法別表で「東京湾中ノ瀬の東側の海域」と定められている。航路の幅約700m、長さ約10.5km（5.7海里）。航路内は一方通航とされており、「北の方向に航行しなければならない。」と規定されている（第11条2項）。

### 伊勢湾

#### 伊良湖水道航路
海上交通安全法別表で所在海域は「伊良湖水道」と定められている。航路の幅約1,200m、長さ約3.9km（2.1海里）。「できる限り、同航路の中央から右の部分を航行しなければならない。」と規定されている（第13条）。

### 瀬戸内海

#### 明石海峡航路
海上交通安全法別表で所在海域は「明石海峡」と定められている。航路の幅約1,500m、長さ約6.8km（3.7海里）。「同航路の中央から右の部分を航行しなければならない。」と規定されている（第15条）。

#### 備讃瀬戸東航路
海上交通安全法別表で「瀬戸内海のうち小豆島地蔵埼沖から豊島と男木島との間を経て小与島と小瀬居島との間に至る海域」と定められている。航路の幅約1,400m、長さ約37.2km（20.1海里）。「航路の中央から右の部分を航行しなければならない。」と規定されている（第16条1項）。

#### 宇高東航路
海上交通安全法別表で「瀬戸内海のうち荒神島の南方から中瀬の西方に至る海域」と定められている。航路の幅約400～700m、長さ約5.2km（2.5海里）。航路内は一方通航とされており、「北の方向に航行しなければならない。」と規定されている（第16条2項）。

#### 宇高西航路
海上交通安全法別表で「瀬戸内海のうち大槌島の東方から神在鼻沖に至る海域」と定められている。航路の幅約700m、長さ約6.3km（3.4海里）。航路内は一方通航とされており、「南の方向に航行しなければならない。」と規定されている（第16条2項）。

#### 備讃瀬戸北航路

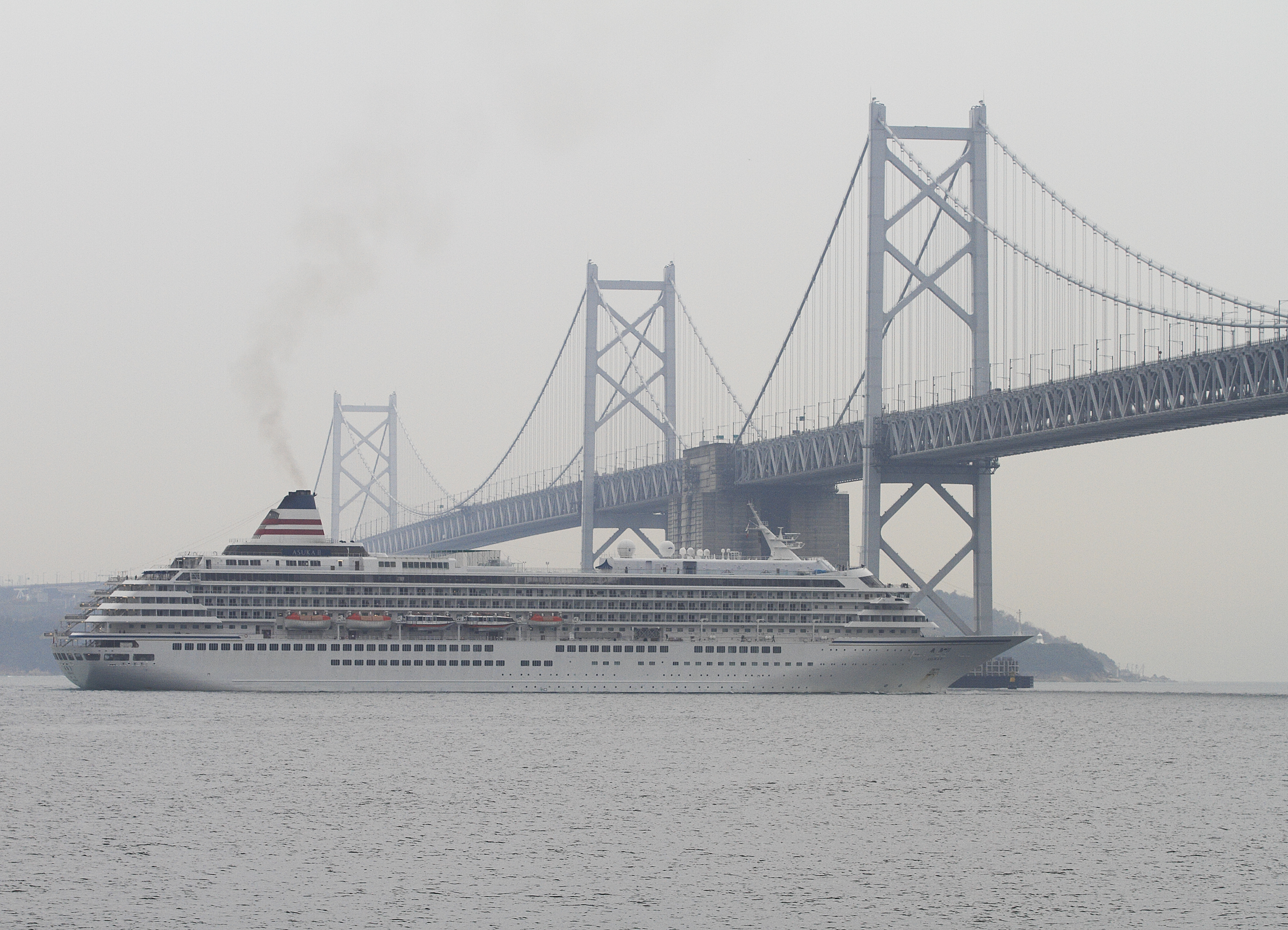
南備讃瀬戸大橋下を西から東へと進む飛鳥II

海上交通安全法別表で「瀬戸内海のうち小与島と小瀬居島との間から佐柳島と二面島との間に至る海域で牛島及び高見島の北側の海域」と定められている。航路の幅は約700m、長さは約21.8km（11.8海里）。航路内は一方通航とされており、「西の方向に航行しなければならない。」と規定されている（第18条1項）。

#### 備讃瀬戸南航路
海上交通安全法別表で「瀬戸内海のうち小与島と小瀬居島との間から二面島と粟島との間に至る海域で牛島及び高見島の南側の海域」と定められている。航路の幅約700m、長さ約23.3km（12.6海里）。航路内は一方通航とされており、「東の方向に航行しなければならない。」と規定されている（第18条2項）。

#### 水島航路
海上交通安全法別表で「瀬戸内海のうち水島港から葛島の西方、濃地諸島の東方及び与島と本島との間を経て沙弥島の北方に至る海域」と定められている。航路の幅約600～700m、長さ約10.0km（5.4海里）。「できる限り、同航路の中央から右の部分を航行しなければならない。」と規定されている（第18条3項）。

### 来島海峡航路

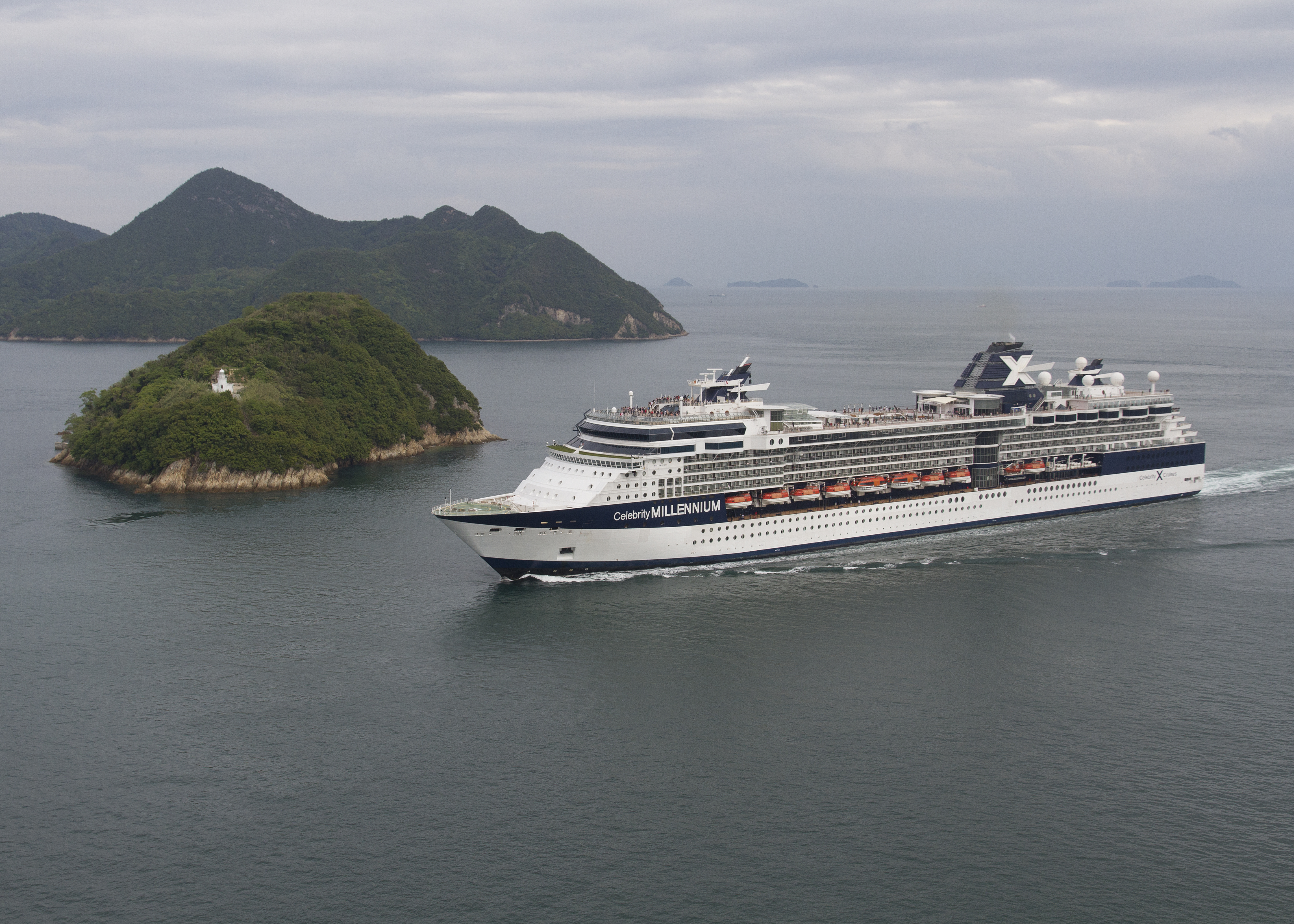
来島海峡中水道を南から北へと進むセレブリティ・ミレニアム（後方は中渡島）

海上交通安全法別表で「瀬戸内海のうち大島と今治港との間から来島海峡を経て大下島の南方に至る海域」と定められている。航路の幅約400～1500m、長さ約15.4km（8.3海里）。原則として、順潮の場合は来島海峡中水道を、逆潮の場合は来島海峡西水道を航行すること（順中逆西）とされている（第20条）。

## 備考
海上交通安全法の適用範囲には、以上の11の航路以外に、海上保安庁長官が告示により指定する狭い水道がある（海上交通安全法 第4節「航路以外の海域における航法」第25条）。
以下の海域が指定されている。
- 東京沖灯浮標付近海域[4]
- 東京湾アクアライン東水路付近海域[4]
- 木更津港沖灯標付近海域[4]
- 中ノ瀬西方海域[4]
- 伊良湖水道航路出入口付近海域[4]
- 大阪湾北部海域[4]
- 明石海峡航路西側出入口付近海域[4]
- 釣島水道付近海域[4]
- 洲本沖灯浮標及び由良瀬戸付近海域[4]
- 明石海峡航路東側出入口付近海域[4]
- 音戸瀬戸付近海域[4]